# Polizeispionin 77
Polizeispionin 77 ist ein deutscher Abenteuer- und Kriminalfilm aus dem Jahre 1929 mit Ellen Richter in der Titelrolle. Regie bei diesem späten Stummfilm führte Richters Ehemann Willi Wolff. Der Geschichte liegt der 1927 erschienene Roman „Der Ruf der Tiefe“ von Max Uebelhör zugrunde.

## Handlung
Paris in den 1920er Jahren. Die einstige Tänzerin und Polizeispionin Florida hat sich auf den Landsitz des Grafen Lettorières zurückgezogen. Eines Tages wendet sich ihr früherer Chef von der Polizei, Inspektor Goron, an sie und bittet Florida bei der Aufklärung eines Verbrechens im Unterweltmilieu, in dem sie sich recht gut auskennt. Im Zentrum der Ermittlung steht eine Diebesbande, die schmuckbehangene Damen in ihren Fahrzeugen überfällt, beraubt und als besondere Strafe derart verspottet, in dem sie den Damen einen Schnurrbart aufmalen. Floridas heimliche Untergrundarbeit bringt die Polizeikonfidentin, die unter der Nummer 77 geführt wird, auch die Bekanntschaft mit dem jungen, attraktiven Claude Desbarreaux ein, seines Zeichens ein Vertrauter eines Florida nur allzu bekannten, strippenziehenden Ganoven, den man den „schönen Bébert“ nennt, ein. Pikanterweise ist Claude der Sohn des bekannten Untersuchungsrichters Debarreaux. Infolge eines Kriegstraumas 1914/18 – er wurde bei einem Granatangriff verschüttet – weiß er nicht mehr, wer er ist und lebt als gespaltene Persönlichkeit eine Doppelexistenz. Dies weiß Bébert und macht sich diesen Umstand zunutze. Bébert steht nicht nur der Bande vor, sondern hat auch jüngst einen Mord begangen, als sich eines seiner Mädchen, die ihm in seiner Funktion als Zuhälter Untertan war, von ihm abwenden wollte.
Die Polizeispionin 77 will den in ihren Augen grundaufrechten Claude unbedingt aus den Klauen Béberts befreien. Tagsüber arbeitete der Sohn des Untersuchungsrichters seinem Vater beim Nachspüren krimineller Elemente zu, des Nachts gehört er selbst diesen Kreisen an und kann seinem Chef Bébert sogar auch noch die eine oder andere Polizeiinformation beschaffen. Florida will diesen unhaltbaren Zustand rasch beenden und lockt Bandenchef Bébert in eine Falle. In dieser Situation begeht Bébert sogar einen Mord. Da schnappt endlich die Polizei zu: Der Verbrecher wird verhaftet, und es kommt zu einem Gerichtsprozess. Dort erfährt der mitangeklagte Claude, dass er sein günstiges Schicksal der Hilfe der Polizeikonfidentin Florida verdankt und wendet sich daraufhin von seiner Liebe ab. Claude wird nicht verurteilt; das Gericht befindet, dass sich nicht die Polizei, sondern ein Facharzt um den jungen Mann mit den zwei Identitäten kümmern sollte. Bébert hingegen muss hinter Gittern. Von ihrer Liebe verlassen, kehrt die ehemalige Polizeispionin 77 zu dem Grafen Lettorières zurück.

## Produktionsnotizen
Polizeispionin 77 entstand von August bis September 1929 an mehreren Drehorten in Europa (Außendrehs in Paris, Antwerpen, Brüssel, St. Quentin) gleich im Anschluss zu Die Frau ohne Nerven sowie im Filmstudio von Staaken. Der Film passierte die Zensur am 30. September 1929 und war 2641 Meter lang, verteilt auf sieben Akte. Die Uraufführung erfolgte am 13. Februar 1930 in München. Die Berliner Premiere fand am 14. März 1930 im Alhambra am Kurfürstendamm statt.
Regisseur Wolff übernahm auch die Produktionsleitung. Walter Reimann entwarf die Filmbauten.

## Kritik
Georg Herzberg befand 1930 im Film-Kurier: „Wieder einmal muß das Pariser Apachenleben als Milieu für einen Kriminalfilm dienen. (…) Ladislaus Vajda und Willi Wolff, die als Autoren zeichnen, haben aus diesen vielen aufregenden Zutaten einen keineswegs aufregenden Film gemacht. Und auch die Regie Willi Wolffs ist phantasielos, zu schwerfällig und hausbacken, um den Zuschauer in den Bann der Ereignisse zu ziehen. Als Aktivum sind ein paar Kaschemmenbilder zu buchen, von den Darstellern gefallen die wandlungsfähige Ellen Richter, eine ausgezeichnete Verbrecher-Type Ralph Arthur Roberts und Karl Huszar in der Rolle eines zweifelhaften Wirtes.“